# Cmentarz wojenny w Choroszczy
Cmentarz wojenny w Choroszczy (na Babiej Górze) – nieczynny cmentarz żołnierzy niemieckich i rosyjskich poległych podczas I wojny światowej, położony w pobliżu Choroszczy, wpisany do gminnej ewidencji zabytków.

## Opis

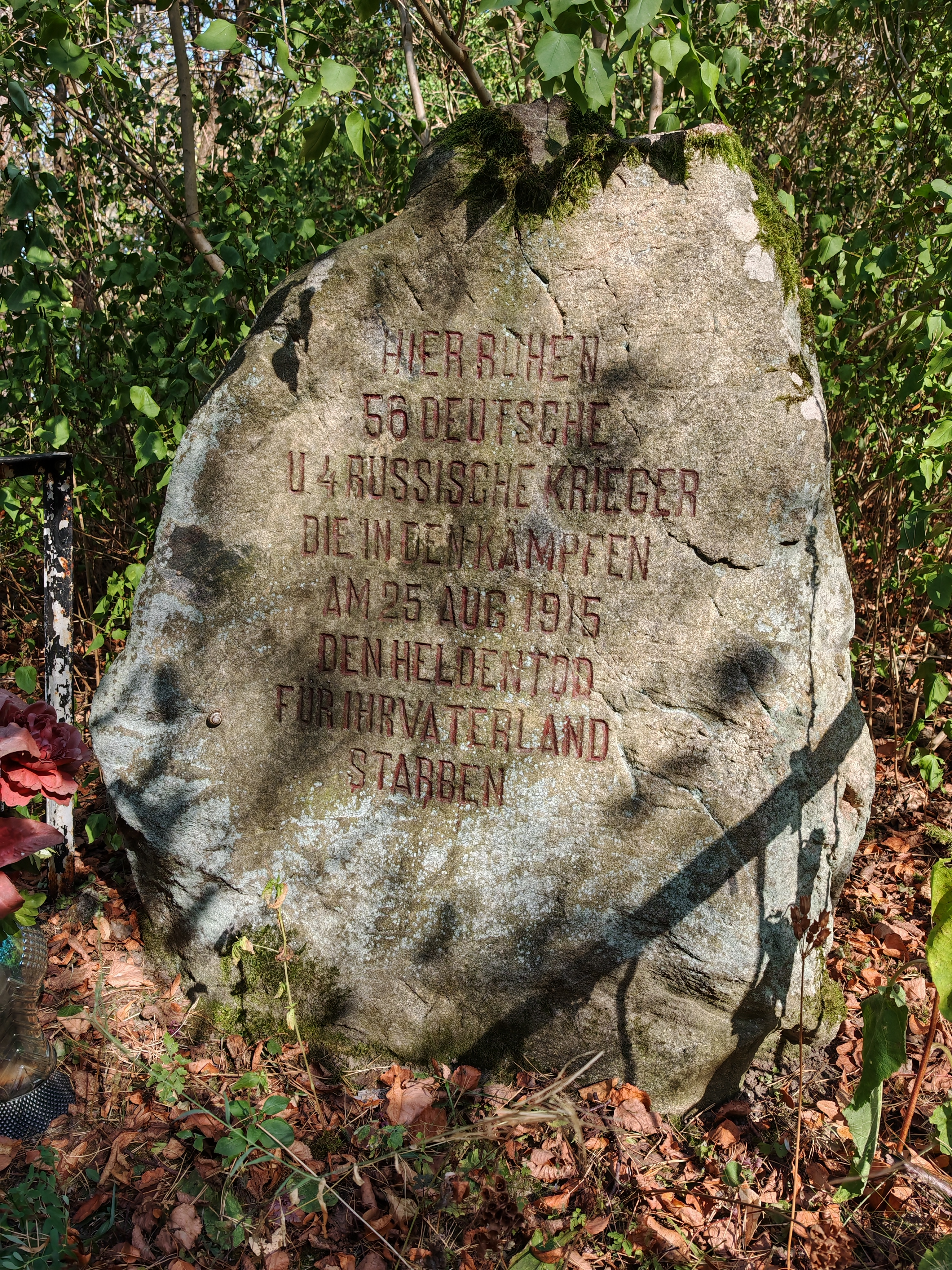
Obelisk z inskrypcją na terenie cmentarza (2024)

Cmentarz wojenny w Choroszczy z okresu I wojny światowej założony został na wzgórzu zwanym obecnie Babią Górą albo Świtkowizną, a niegdyś Górą Grudową lub Grudcową. Obiekt znajduje się w odległości około 4,5 km od Choroszczy, po południowej stronie drogi Białystok – Kruszewo i zachodniej stronie drogi Choroszcz – Kościuki, na pozycji 53°07′27″N 22°57′12″E/53,124228 22,953242 . Pochowano na nim 56 żołnierzy armii niemieckiej i czterech armii rosyjskiej (w tym dwóch Polaków), którzy zginęli 25 sierpnia 1915 roku w walkach nad Narwią w okolicach Kruszewa.
Według sporządzonej w październiku 1985 roku karty obiektu numer 13 160 cmentarz ten założono w 1915 roku, a jego układ był w latach 80. XX wieku całkowicie nieczytelny; teren porośnięty był drzewostanem (dęby, wiązy, lipy, sosny i brzozy) oraz krzakami leszczyny . W momencie wykonywania dokumentacji ewidencyjnej na cmentarzu o powierzchni 0,5 ha znajdował się już tylko kamienny obelisk z inskrypcją w języku niemieckim w brzmieniu:
„HIER RUHEN / 56 DEUTSCHEN / U. 4 RUSSISCHE KRIEGER / DIE IN DEN KAMPFEN / AM 25. AUG. 1915 / DEN HELDENTOD / FÜR IHR VATERLAND / STARBEN” .
Cmentarz oryginalnie zwrócony był frontem w kierunku północnym – północno-zachodnim, a pojedyncze mogiły wszystkich pochowanych żołnierzy znajdowały się na kilku (trzech lub czterech) umiejscowionych na stokach wzniesienia tarasach. Większość grobów tworzyły wyłącznie ziemne nasypy, jedynie część z nich była obramowana polnymi kamieniami; nad nimi wznosiły się wykonane z drewna sosnowego krzyże z owalnymi tabliczkami z napisami zawierającymi dane osobowe poległych, ich stopnie wojskowe i przynależność do jednostek wojskowych. Teren otoczony był płotem wykonanym początkowo z brzozowych pni, a później z desek, wzmocnionym drutem kolczastym. 
W okresie międzywojennym stan cmentarza podlegał częstym inspekcjom ze strony przedstawicieli Ambasady Niemiec w Warszawie, gdyż z racji dużej liczby pochowanych żołnierzy miał status cmentarza honorowego (niem. Ehrenfriedhof). Mimo wielu monitów ze strony Niemców, którzy informowali o postępującej degradacji cmentarza (m.in. w latach 1925–1927 brak już było ogrodzenia, większość nasypów mogił było rozmytych, a część krzyży wywrócona), strona polska nie wywiązywała się rzetelnie ze składanych obietnic uporządkowania i poprawy stanu nekropolii (jedynie w 1933 roku naprawiono ogrodzenie).
Od lat 30. XX wieku trwał proceder celowego dewastowania cmentarza przez miejscową ludność, poprzez niwelację nasypów grobów i niszczenie krzyży; działania te kontynuowane były także po II wojnie światowej, co doprowadziło do niemal całkowitego zatarcia pamięci o nekropolii. W 1984 roku przed odwróconym czołem w kierunku południowym i prawdopodobnie przemieszczonym głównym obeliskiem z inicjatywy Towarzystwa Przyjaciół Choroszczy ustawiono metalowy krzyż z napisem upamiętniającym dwóch pochowanych w tym miejscu, służących w armii rosyjskiej Polaków: ppor. Aleksandra Marczuka i kpr. Antoniego Kasińskiego, których dane osobowe przetrwały w lokalnej tradycji.
Obiekt wpisany jest od 1985 roku do gminnej ewidencji zabytków .